# Клименко-Жукова Віра Феодосіївна
Віра Феодосіївна Климе́нко (у шлюбі Жу́кова; нар. 22 грудня 1921, Петриківка — пом. 28 березня 1965, Київ) — українська радянська художниця, майстриня петриківського розпису, член Спілки радянських художників України з 1945 року. Одна з основоположниць застосування петриківського розпису на порцеляні.

## Життєпис
Народилась 22 грудня 1921 року у селі Петриківці (нині селище міського типу Дніпровського району Дніпропетровської області, Україна). Після закінчення семирічної школи упродовж 1937—1939 років навчалася у Петриківській школі декоративного розпису у Векли Кучеренко та Тетяни Пати.
У 1939—1940 роках працювала в артілі імені Надії Крупської у селі Великих Сорочинцях в Полтавській області; у 1940—1941 роках — на фабриці «Металопіднос» в селі Жостовому Московської області; у 1944—1964 роках — на Київському експериментальному кераміко-художньому заводі: з 1947 року очолювала художній цех. Померла в Києві 28 березня 1965 року.

## Творчість
Працюючи на фабриці «Металопіднос» виконувала малюнки вишивок, тканих килимів, декоративних тканин і металевих підносів, а також ескізи настінних розписів.
На Київському експериментальному кераміко-художньому заводі, у традиціях петриківського розпису, розписувала панно, вази, фризи, столові і чайні сервізи, блюда, тарілки, куманці. Серед робіт: ваза з автопортретом (1957); вази (1961, 1963); чайник, чайний сервіз (обидва — 1964); декоративні розписи на папері темперою: листівки, суперобкладинка до альбому «Українські декоративні розписи» (Київ, 1957), «Декоративний килимок», «Фриз з червоних гвоздик» (обидва — 1957), панно «Гілка з квіткою» (1959), 2 фризи (1960), панно з птахами (1963), «Літо», «Міківки» (обидва — 1964), «Жовті сливи», «Квіти» (обидва — 1965).
Брала участь у республіканських, всесоюзних, міжнародних мистецьких виставках з 1938 року, зокрема у 1958 році її роботи експонувалися у Болгарії.
Окремі роботи художниці зберігаються в Національному музеї українського народного декоративного мистецтва у Києві, Національному музеї у Львові, Дніпровському художньому та Дніпровськомму історичному музеях, Російському етнографічному музеї у Санкт-Петербурзі.